# Spigno Monferrato
Spigno Monferrato és un municipi situat a la província d'Alessandria, a la regió del Piemont (Itàlia).
Hi pertanyen al municipi les frazioni de Montaldo, Rocchetta, Squaneto i Turpino.
Spigno Monferrato limita amb els municipis de Dego, Giusvalla, Malvicino, Merana, Mombaldone, Montechiaro d'Acqui, Pareto, Piana Crixia, Roccaverano i Serole.